# Mireia Vicente Diez
Mireia Vicente Diez és una periodista esportiva catalana. Es formà en l'àmbit de la televisió local, treballant des del disset anys a Televisió de Cardedeu. És redactora del departament d'esports de TV3 i ha cobert diversos esdeveniments esportius, destacant els Jocs Olímpics de Beijing 2008, Londres 2012 i Rio de Janeiro 2016, així com els Campionats del Món de Natació de Barcelona 2013 i el Mundial d'Handbol de Granollers 2021. També ha impulsat la visibilitat i la difusió del paper creixent de l'esport femení i adaptat a Catalunya, dirigint, juntament amb Lluís Riola, els programes de televisió Campiones (premi Dona i Esport 2014), enfocat en les esportistes catalanes més destacades, i Capacitats (premi Solidaris de l'ONCE 2015), sobre l'esport adaptat i inclusiu, ambdós emesos a Televisió de Catalunya.
Entre d'altres reconeixements, ha sigut guardonada amb el Premi Periodista Esportiu dels Premis Líders de l’Esport Català 2018 atorgat per la Unió de Federacions Esportives de Catalunya (2018) i el Premi al mitjà de comunicació del Premi Dona i Esport 2019.

## Premis i reconeixaments
- 2022, Medalla reconeixement 2022 per la Federació Catalana d'Handbol[5]
- 2019, Premi Periodista de l'Esport, I edició dels Premis Líders de l'Esport Català organitzats per la Unió de Federacions Esportives de Catalunya (UFEC).[6][2]
- 2019, Premi Dona i Esport[7]